# Not in Chronological Order
«Not in Chronological Order» — дебютный студийный альбом американской певицы и автора песен Джулии Майклс, выпущенный 30 апреля 2021 г. лейблом Republic Records. Тематика альбома сосредоточена на темах любви, саморефлексии и идеальной женственности.
После своего выхода «Not in Chronological Order» получил в целом положительные отзывы. Тем не менее, альбом стал самым низким релизом Майклс в чартах Billboard 200, где он достиг 183-й строчки; Майклс обвинил Republic в отсутствии рекламной поддержки альбома как причину его недостаточного успеха.

## Предыстория
Майклс выпустила свой дебютный сингл «Issues» в 2017 году, за которым последовали три расширенных альбома (EP): «Nervous System» (2017 год), «Inner Monologue Part 1» и «Inner Monologue Part 2» (оба 2019 года). В 2020 году она выпустила сингл «Lie Like This», за которым в следующем году последовали «All Your Exes» и «Love Is Weird». 9 апреля 2021 г. Women's Wear Daily объявила, что Майклс выпустит свой дебютный студийный альбом 30 апреля. Она подтвердила это 14 апреля, указав название альбома не в хронологическом порядке и его обложку.

## Критика
На сайте Metacritic, который присваивает нормализованную оценку из 100 отзывов основных критиков, альбом имеет среднюю оценку 70 из 100, что указывает на «в целом благоприятные отзывы», основанные на 5 рецензиях. Рэнди Радич из Clash считает, что альбом «Not in Chronological Order» мягок в определённых частях и «полон сухожилий» в других, а также в равной степени позволяет Майклс продемонстрировать свой талант автора песен и «харизматичный, о-о-очень выразительный голос». Алексис Петридис из The Guardian счел альбом приятным и демонстрирующим талант Майклза, но ему не хватает звёздности. Написание для NME, Ханна Милреа положительно оценила его изображение романтики и фирменные остроты Майклза, добавив что в нём:
«…уверенно рассказывается о каждом головокружительном подъёме и сокрушительном ударе, который приносит любовь — сердечные дела, в конце концов, долгое время были предметом специализации Майклза в написании песен»

## Трек-лист
Трек-лист Not in Chronological Order
| №   | Название                   | Автор(ы)                                                                         | Длительность |
| --- | -------------------------- | -------------------------------------------------------------------------------- | ------------ |
| 1.  | «All Your Exes»            | Джулия Майклс, Джей Пи Сакс, Стефан Джонсон, Джордан К. Джонсон, Оливер Петергоф | 3:29         |
| 2.  | «Love Is Weird»            | Майклс, Джон Райан, С. Джонсон, Дж. Джонсон, Билли Уолш                          | 2:30         |
| 3.  | «Pessimist»                | Майклс, Райан, С. Джонсон, Дж. Джонсон, Роберт Манделл                           | 3:18         |
| 4.  | «Little Did I Know»        | Майклс, Сакс                                                                     | 3:16         |
| 5.  | «Orange Magic»             | Майклс, Райан                                                                    | 2:54         |
| 6.  | «Lie Like This»            | Майклс, С. Джонсон, Дж. Джонсон, Майкл Поллак                                    | 3:38         |
| 7.  | «Wrapped Around»           | Майкл, Райан, С. Джонсон, Дж. Джонсон, Уолш                                      | 2:43         |
| 8.  | «History»                  | Майклс, Райан                                                                    | 2:20         |
| 9.  | «Undertone»                | Майклс, С. Джонсон, Дж. Джонсон, Поллак, Мэтт Зара                               | 3:16         |
| 10. | «That's the Kind of Woman» | Майклс, С. Джонсон, Дж. Джонсон, Поллак                                          | 2:15         |

## Персонал

### Музыканты
- Джулия Майклс — вокал (все треки), бэк-вокал (5, 9, 10)
- Джей Пи Сакс — гитара (1)
- German — программирование (1)
- The Monsters & Strangerz — программирование (1-3, 6, 9, 10), гитара (2), клавишные (2-4, 7, 9, 10)
- Джон Райан — бэк-вокал, гитара, клавишные, программирование (2, 3, 5, 8); барабаны, программирование на синтезаторе (5)
- Дэвид Кэмпбелл — струнный аранжировщик (2, 4, 7, 10)
- Джи Куп — гитара (3)
- Индия Карни — бэк-вокал (4)
- Марио Хосе — бэк-вокал (4)
- Майкл Поллак — бэк-вокал, клавишные (6)
- Пьер Люк — гитара (6)
- Мэтт Зара — гитара (9)
- Крис Нулл — гитара (10)

### Технический
- Рэнди Меррилл — мастеринг-инженер
- Сербан Генеа — микшер
- Бен Райс — инженер, вокальный продюсер (1, 4)
- Стив Черчьярд — инженер (2, 4, 7, 10)
- Джон Райан — инженер, вокальный продюсер (5, 8)
- Джефф Ганнелл — инженер (5, 8)
- Стефан Джонсон — инженер (6, 7, 9), вокальный продюсер (3)
- Майкл Поллак — инженер, вокальный продюсер (10)
- Джиан Стоун — вокальный продюсер (3, 9)
- The Monsters & Strangerz — вокальный продюсер (6, 7, 9)
- Бо Боднар — ассистент звукорежиссёра (2, 4, 7, 10)